# Casa de la Premsa
La Casa de la Premsa és un pavelló de l'Exposició Internacional de 1929, situat a la cantonada entre l'avinguda Rius i Taulet i el carrer de la Guàrdia Urbana de Barcelona. Està catalogat com a bé cultural d'interès local.

## Història
Va ser projectat el 1926 per l'arquitecte Pere Domènech i Roura, fill de Lluís Domènech i Montaner. Quan va morir el seu pare es va fer càrrec de la direcció de les obres de l'Hospital de Sant Pau, que es va acabar per les mateixes dates que l'Exposició, i potser per això alguns elements d'aquest edifici recorden els pavellons de l'hospital.
Era gairebé com un palau per als periodistes que disposava de l'última tecnologia de l'època. EL soterrani estava destinada als serveis: manteniment de calefacció, rentat, cuines, bodega i un laboratori fotogràfic. Al vestíbul de la planta baixa hi havia els serveis d'informació i les cabines telefòniques, amb servei de correus i telègrafs, despatxos, guarda-roba, sanitaris i consergeria. La biblioteca, sala de reunió, despatxos, secretaria i oficines d'informació, van situar-se a la primera planta, mentre que la segona estava destinada a fins a 13 dormitoris i banys, i hi havia una petita sala polivalent. Segons les firmes i dedicatòries del llibre de visites, va acollir periodistes de tot el món: nord-americans, polonesos, hongaresos, anglesos, italians, francesos, africans, etc. Ràdio Barcelona va emetre els seus programes sobre l'Exposició Internacional des de la pròpia Casa de la Premsa.
Després del certamen es va fer servir per a usos culturals i també com a seu de les oficines de gestió de la liquidació de l'Exposició i de la gestió dels edificis que van perviure i del conjunt dels parcs de Montjuïc. Posteriorment, es va convertir en la seu de la Guàrdia Urbana, però un cop el van desocupar ha quedat en desús. Es va fer un projecte per a que acollís el Museu de les Arts Escèniques, però es va aturar per manca de recursos econòmics.

## Descripció
Consta de planta baixa, dos pisos i soterrani, amb teulades a doble vessant amb el carener paral·lel als carrers i un cos amb cúpula a la cantonada. L'edifici mostra un seguit d'elements neomudèjars, neoromànic i neogòtics barrejats en un estil eclèctic. El parament  és d'obra vista, excepte un basament de pedra que el recorre. A l'interior destaquen les seves columnes, l'escala senyorial i els nombrosos escuts de l'Ajuntament de Barcelona, posats com una forma de fer veure als periodistes on eren perquè així parlessin de la ciutat a l'estranger.
La façana principal és la de la cantonada, que té forma de xamfrà i agafa el primer tram dels carrers laterals. La porta d'entrada és allindada i té a banda i banda dos parells de pilastres amb capitell corinti que aguanten un entaulament de pedra sobre el qual reposen les mènsules, de maó, sobre les que es recolza la llosa del balcó del primer pis. Als laterals s'obre una gran obertura a banda i banda dins la qual hi ha dos columnes que aguanten un entaulament; per sobre hi ha un fris decorat amb retícula sebka. Els pisos superiors són similars a les tres cares de la façana principal. Al primer pis hi ha una finestra geminada amb les obertures d'arc apuntat i columnes corínties al centre i els brancals. Per sobre d'aquesta finestra el parament està decorat amb ceràmica fent motius geomètrics fins a arribar a un fris de dents de serra on es recolza la petita galeria del segon pis. Aquesta està formada per quatre obertures d'arc de mig punt aguantades per columnes. Per sobre hi ha una galeria cega d'arcs de mig punt amb columnes amb el capitell llis. Corona cada cara un entaulament triangular trencat al vèrtex per una caixa rectangular amb l'escut de Barcelona aguantat per una àguila bicèfala en relleu. Les bandes estan decorades amb rajoles i a la part superior de les arestes hi ha una columna que sosté una escultura d'un drac que aguanta un escut. Per sobre sobresurt la cúpula que té un tambor decorat amb finestres triples d'arc apuntat amb columnes i bandes decorades amb ceràmica i escuts de Barcelona. Unes mènsules aguanten el ràfec de la teulada formada per teules ceràmiques en forma d'escates i al vèrtex un pinacle.
Les façanes laterals segueixen el mateix esquema compositiu. A la planta baixa s'obren grans finestrals d'arc de mig punt aguantats per pilars amb el capitell llis. La part superior dels arcs està decorada amb elements ceràmics. Al primer pis s'obren finestres i portes amb la llinda decorada amb un relleu de dos lleons alats que aguanten l'escut de Barcelona. Al centre hi ha un balcó de ferro forjat amb la llosa aguantada per grans mènsules. Al segon pis hi ha una galeria d'arcs de mig punt amb decoració ceràmica. Corona la façana el ràfec de la teulada.